# Мезонсель-ла-Журдан
Мезонсе́ль-ла-Журда́н (фр. Maisoncelles-la-Jourdan) — коммуна во Франции, находится в регионе Нижняя Нормандия. Департамент коммуны — Кальвадос. Входит в состав кантона Вир. Округ коммуны — Вир.
Код INSEE коммуны — 14388.

## Население
Население коммуны на 2010 год составляло 472 человека.
| 1962 | 1968 | 1975 | 1982 | 1990 | 1999 | 2010 |
| ---- | ---- | ---- | ---- | ---- | ---- | ---- |
| 475  | 462  | 460  | 439  | 443  | 470  | 472  |

## Экономика
В 2010 году среди 302 человек трудоспособного возраста (15—64 лет) 232 были экономически активными, 70 — неактивными (показатель активности — 76,8 %, в 1999 году было 69,4 %). Из 232 активных жителей работали 223 человека (116 мужчин и 107 женщин), безработных было 9 (3 мужчин и 6 женщин). Среди 70 неактивных 22 человека были учениками или студентами, 33 — пенсионерами, 15 были неактивными по другим причинам.